# قبيلة آل مرة

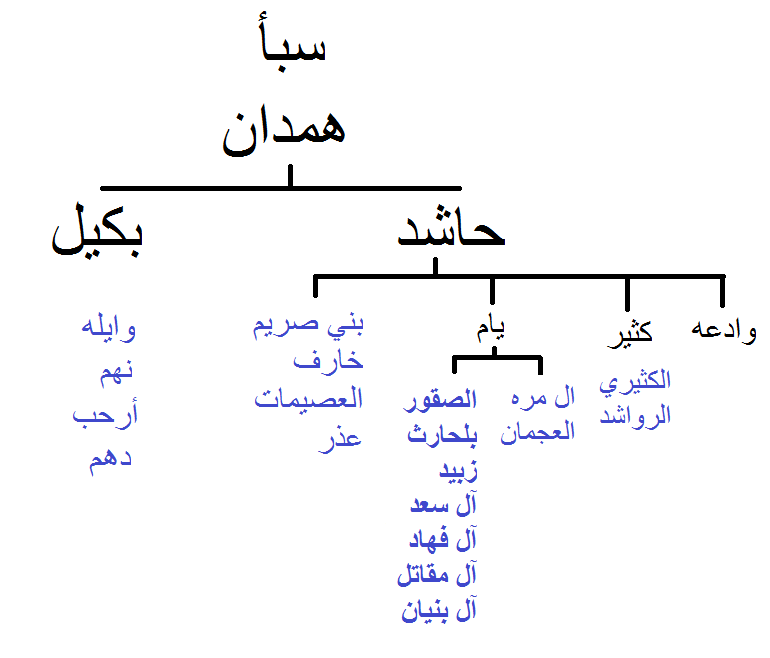
شجرة قبائل همدان

آل مرة أو بنو مرة قبيلة عربية يقيمون في السعودية، قطر، الإمارات العربية المتحدة، الكويت، البحرين، اليمن، مصر، السودان ويتمركز تواجدهم في السعودية وقطر.

## أماكن وتوزيع القبيلة
لقد دلت الوثائق البريطانية والتركية، وكذلك المؤرخون والمراجع أن الأرض التي يقطنها آل مرة هي: رملة الدهناء التي تشكل تقريبًا الحد الغربي لديرة آل مرة، في القسم الجنوبي من الصمان والسهول الواقعة حول يبرين وحرض شرق الخرج والخط الذي يشق الهفوف (الأحساء) والعقير وصولًا إلى قطر؛ فهم تقريبًا يتمركزون في صحراء الجافورة جنوب الأحساء والمحاذية للحدود القطرية، كما أنهم يشاركون بعض القبائل؛ مثل العجمان في الفروق والنعلة التي تقع بالقرب من الهفوف، وكذلك مشاركة بني هاجر والعجمان في مرعى الربيع الخصب بوادي العجمان، الممتد 150 كم تقريبا من الشمال إلى الجنوب في الجزء الأوسط لمقاطعة الأحساء.

وسوم لإبل قبيلة آل مرة نحتت على صخرة وجدت في جنوب قطر

وكذلك الربع الخالي في الجهة الغربية حتى حدود قبائل الصيعر، والجهة الشرقية حتى الظفرة، وفي الجهة الجنوبية الوسطى من الربع الخالي، وهي المنطقة الواقعة بين خط الطول 48 درجة وخط العرض 53 درجة شرقًا، والمنطقة الممتدة ما بين خط الطول 50 درجة وخط العرض 52 درجة شرقا، وفي المنطقة المعروفة بالدكاكة والمناطق التي تقع في الرمال من الشمال إلى الجنوب، وهي: (الجافورة - الجوب - السنام - الوسعة - الكرسوع - اللبدة - البوح - الدكاكة)، وتصل ديرة آل مرة إلى الكدن في الجزء الجنوبي من الظفرة والخيران والمعراض والآبار الواقعة في جهة الجنوب الغربي من سبخة مطي، وفي الجهة الغربية لسبخة مطي وتشمل (المجن - جو العزبة - بطن الطرفاء - الجزء الجنوبي من الجيبان) وكذلك تقع في أملاكهم هجرة السكك وانباك بالقرب من أسفل شبة جزيرة قطر والأطراف الشمالية للجيبان وسلوى، وفي العقل (عقلة المناصير وعقلة زويد وغيرها من العقل)، والجزء الجنوبي والأوسط لشبة جزيرة قطر، وكذلك في ازدهار المرعى؛ فإن أفراد القبيلة يتنقلون بمطلق الحرية في جميع نواحي قطر.
يقول روبرت لينتي في كتابه المملكة: إن الأرض التي يقطنها آل مرة واسعة جدا؛ تقارب مساحتها من جمهورية فرنسا. وقال حمد الجاسر: وبلاد آل مرة في المنطقة الشرقية حرض وماحوله، والجافورة ويبرين والخن، ومنها بئر سالم وبئر معمورة وبئر الأذاني وبئر هادي وبئر الحارة وبئر الخشبي وبئر صبغة وبئر طريوة وبئر شنة وبئر زويرة. وفي دليل الخليج، القسم الجغرافي، الجزء الرابع؛ يقول المؤلف ج ج لوريمر: يقطن آل مرة الأرض الواقعة جنوب الأحساء، والأرض الملاصقة لحدودها الخارجية في نفس الجهة، وآبار زرنوقة وبر الظهران ووادي فروق وصحراء الجافورة، كما أن يبرين من أملاكهم، وكذلك يسكنون قطر. كما رفع الميجور كوكس تقرير المستر جاسكن، المتعلق بالأشخاص المعنيين ومن قتل منهم في مواجهة مع الأتراك، وهو التقرير الذي يحمل رقم 135، وتاريخ الحادي عشر من يونيه عام 1904م؛ نقتطف الفقرات التالية من ذلك التقرير: من الجدير بالذكر أن عرب البحيح هم فرع من عرب آل مرة، وليسوا من القوة بما يكفي لأن ينفصلوا (يستقلوا) عن القبيلة الرئيسية في تلك المنطقة، ولهذا فإنهم لم يتجاوزوا قط حدود الحسا أو قطر؛ هذه القبيلة أقامت مضارب خيامها حاليًا في سلوى على حدود قطر الغربيّة. إن القول بأن هذه القبيلة فرت إلى داخل صحراء نجد هو قول مختلَق من أساسه، ولا هدف له سوى التغطية على تقاعس سلطات الأحساء.
فيما يتعلق بالشرط الأخير من هذه التعليمات؛ فقد تأكد للميجور كوكس الذي أفاد (في برقيته المؤرخة في الرابع عشر من يونيه عام 1904م) أن قبيلة آل مرة لم تغادر أراضي الحسا وقطر مطلقًا، وأنها كانت في تلك الفترة موجودة في قطر، أثناء قيامي بمهمتي مؤخرًا في إعداد تقويم (وقائع) الخليج العربي (THE PERSIAN GULF GAZETTEER)، وبقدر علاقة هذا الموضوع بهذه المعتمدية، توصلت إلى قناعة شخصية كاملة بأن الحدود الجنوبية لشبه جزيرة قطر هي خط مستقيم، حسب رأي جميع العرب، يمتد من سلوى عند قمة خليج البحرين غربًا إلى خور العديد في الشرق، مارًّا ببئر معروفة جيدًا تدعى سقاق (سكاك SAQAQ)، تقع في منتصف الطريق بين هاتين النقطتين؛ كل المنطقة الممتدة شمال قمة (رأس) سلوى، وحتى واحة القطيف يطلق عليها اسم الظهران؛ هذه المنطقة (الإدارية)، بالإضافة إلى الأراضي الممتدة من جنوب قطر وحتى حدود عمان لا ترتادها سوى قبائل العجمان وبني هاجر وآل مرة، التي تقدم لها الحكومة التركية دعمًا ماليًّا محدودًا مقابل ضمان سلامة بريدها المار عبر تلك الأراضي، ولا بد من اعتبارها، افتراضًا، أقاليم تركية. ينتج عن ذلك، إذن، أنه إذا سمح لشيخ البحرين بإرسال حملة عسكرية ضد البحيح عبر يابسة شبه الجزيرة العربية، فإن هذه الحملة ستقوم بعملياتها إما على أرض نحن نعترف بخضوعها لتركيا، وإلا فستقوم بها في قطر، وفي هذه الحالة فإن مسألة الوضع (القانوني) لشبه الجزيرة تلك ربما يطفو على السطح بصورة حادة، وقبل أوانه. لقد أبلغ شيخ البحرين إلى المعتمد السياسي المساعد أنه تلقى رسالة من الشيخ أحمد بن ثاني شيخ قطر، مفادها أن فخيذة البحيح أعربت عن رغبتها في أن تتوصل إلى اتفاق يؤدي إلى حل القضية، وأنها طلبت من الشيخ أحمد أن يتصل بشيخ البحرين بخصوص هذه المسألة".
ولهم وجود في البلاد المصرية، لاسيما في قرية بني مر، وهي إحدى القرى التابعة لمركز الفتح في محافظة أسيوط، في جمهورية مصر العربية، حسب إحصاءات سنة 2006م، وقد بلغ إجمالي السكان في بنى مر 20065 نسمة، منهم 10575 رجل و9490 امرأة، وإليها ترجع جذور الرئيس المصري جمال عبد الناصر.

## التاريخ السياسي للقبيلة
كان لقبيلة آل مرة، كغيرها من قبائل شبة الجزيرة العربية، دورٌ بارزٌ في سير الأحداث السياسية، خصوصًا في القرنين الماضيين؛ فقبيلة آل مرة لها نفوذٌ لا يستهان به، ولهم من المكانة بين القبائل والجرأة ما يجعل لها ثقل بين تلك القبائل، وكما أسلفنا فإنهم لهم دورٌ مهمٌّ في سير تلك الأحداث، وكانوا هم القوة العسكرية لأحد أطراف النزاع على السلطة، في عهد الدولة السعودية الثانية، وكانوا مع سعود بن فيصل آل سعود، ومعهم أبناء عمومتهم العجمان، وقد خاضوا معه حروبًا ضد أخيه عبد الله بن فيصل؛ منها معركة (المعتلى) و(البرة) و(جودة)، ومعركة الوجاج وغيرها، كما أن لقبيلة آل مرة دورًا مهمًّا في مقارعة العثمانيين مع سعود بن فيصل، إبّان احتلالهم الأحساء والقطيف، ولم يكن ذلك الدور فقط مع سعود بن فيصل؛ فقد كان لهم مواقعات دامية مع الأتراك على شكل وقعات ومناوشات؛ منها معركة (قهدية) التي قتلوا فيها من الأتراك تقريبا خمسين عسكريًّا، وغنموا منهم تقريبا مليون روبية، وما أكدته المصادر التارخية أنهم كانوا بعبعًا مرعبًا للأتراك، وخصوصا فخيذة آل بحيح الذين عرفوا بالجرأة والإقدام. ولم يكن الدور السياسي للقبيلة يقتصر على شبه الجزيرة العربية؛ فقد تعدى ذلك إلى البحرين، إذ استنجد بهم شيخ البحرين آنذاك (عبد الله بن خليفة)، في عام (1258هـ)، بعدما حدث خلاف بينه وبين أخيه (محمد)، وخاضوا معه حربًا ضروسًا مما مكنه من الحكم بعدما كاد يؤول إلى أخيه لولا نصرة آل مرة له، وذلك كما ذكرته كتب التاريخ.

### معركة قهدية
وقعت هذه المعركة بين قبيلة آل مرة والعسكر العثماني، في موقعة تسمى بقهدية، إثر هجوم شنته القبيلة على قافلة تِجارية محمية من قبل الجيش العثماني، وقد قتلوا الأتراك شر قِتلة؛ فقد قتلوا منهم ما يقارب خمسين شخصًا، وغنموا خيلا كثيرا وغنائم أخرى كثيرة، وقدّر لوريمر I. O. R الخسارة المادية بعشرة آلاف ريال، ما يقارب مليون روبية، وستمائة جمل، وثلاثمائة حمار، وبعد هذه المعركة أنشد الشاعر محمد بن ثانية المري هذه القصيدة:

طالب النقيب

شـرفــت مشــرافـي وأعــد أنا الـقـافـي
واحـمدت انـا اللـي عـطـى قـلـبـي تــمـانـيـه
مـن هـيـةٍ زلـت فـي الـصـيـف وشـتـلـت
عـلـى نـظـام الـعـسـاكـر والـعـقـيــريــه
كـبـيـرهـم قـايـل بيــركـب عـلـى الـحـايـل
ويـمـشـي عـلـيـهـا مــع الــحـمـلـة الـســواريــه
فـربــي فــتــل قــيـده واطــفـاء بـواريـده
شــافـوا الـمـنـاكـر مــن عــيـالٍ بــحــيــحـيـه
جـاوه كــمــا نــوٍ يــمـطــــر ولا هــــون
عـمـــود وبــلــه مـخا بـيـط الــقــريـزيـه
نـــوٍ لــه اردافـــي يـــبـــرق وكــشــافــي
والدم ســيــلــه جــرى فــي الــقــاع جــاريــه
جــيــشٍ وصــبــيــانـي واطــوال لــرســانــي
مــثــل الــجـراد الــمروكــب فــي طــرف حــيــه
ذيب الخلى الجافي قد لاب لســيــافـــي
عــيــن زهــاب الــســنــة فــي خــيــط قــهــديــه
انوى بــلــنــكــافــي مــع كــل مــشــرافــي
عــط أهــل الــضــان وجــه عــقــب ذا الــهــيــه
والــضــبــع والــحــايــم لـه مــرزقٍ دايــــم
والــضــبــع شــبــعــت وهــي كــانــت شــقــاويــه
شــبــعــانــةٍ تــهــدي وهــي كــان مــا تـــعــطــي
شــبــعــت مــن الــجــو والــغــيــران مــمــلــيــه
ومنذئذ زالت هيبة العسكر من قلوب الناس، وكان ذلك إيذانًا بعهد مأساوي مضطرب، وكان متصرف لواء الأحساء آنذاك هو موسى كاظم الحسيني، الذي فوجئ بالحادث، فبدا مرتبكًا ومحتارًا فيما يتخذ، فلما بلغ أمر الهجوم والي البصرة بادر بطلب عزل المتصرف لعجزه، وطلب تعيين طالب النقيب، وإرسال قوة عسكرية معه مكونة من 500 جندي مشاة، وأربعة مدافع خفيفة لإعادة فرض هيبة الدولة العثمانية التي تزعزت، إن لم تكن قد زالت، وعندما وصل طالب النقيب قام بعمل عسكري ضد قبيلة آل مرة، في منطقة زرنوقة، مستخدما المدفع في ذلك الهجوم.

### معركة مخيريق الصفا
فيذكر كتاب (عنوان المجد في تاريخ نجد) جزء 1، ص66، عن حوادث سنة 1190هـ (1776م): «سار عبد العزيز غازيًا ناحية الجنوب، فأغار على آل مرة، ودارت رحى المعركة بين الطرفين، فسارت الهزيمة على جيش عبد العزيز؛ حيث ألجؤوا عبد العزيز إلى عقبة ضيقة فيه تسمى مخيريق الصفا، فوقع في العقبة كثير من ركاب المسلمين، وقتل حوالي ستين رجلًا من جيش عبد العزيز؛ منهم أمير القصيم (عبد الله بن حسن)، وهذلول بن ناصر آل سعود، وتسمى وقعة مخيريق»، وعبد العزيز المقصود هو الإمام عبد العزيز بن محمد آل سعود.

### معركة قنا وقني
وهذه الوقعة عام 1182هـ حوالي 1768م، وقد ذكر كتاب حياة الشيخ محمد بن عبد الوهاب، ص304 ما وردأادناه: «جهزت الدرعية قوة عام 1182هـ- 1768م، تولى قيادتها الأمير سعود الكبير، وسار بها لغزو آل مرة، فأدركهم على ماء يسمى قنا وقني، ودارت الدائرة على جيش الدرعية، وقتل منهم عشرة رجال؛ منهم ناصر بن عثمان بن معمر، وعلي الفصام، وفوزان بن ناصر المدلجي».

## مما قيل في القبيلة
قال الحيدري: آل مرة من أعظم عشائر نجد، وهم من أهل القوة والشجاعة والكثرة، ولهم قبائل كثيرة؛ منها آل علي وآل عذبة وآل جابر والغفران، وشيخهم في هذا العصر فيصل المرضف، وهم مع العجمان على حد واحد. وقال حمد الحقيل: ومن أمراء القبيلة المرضف وأبو ليلة وابن شريم وابن نديلة وابن نقادان والتمتام علي. وقال حمد الجاسر: وبلاد آل مرة في المنطقة الشرقية حرض وماحوله، والجافورة ويبرين والخن، ومنها بئر سالم وبئر معمورة وبئر الأذاني وبئر هادي وبئر الحارة وبئر الخشبي وبئر صبغة وبئر طريوة وبئر شنة وبئر زويرة.
وفي جامع أنساب قبائل العرب، لسلطان طريخم السرحاني: آل مرة من أقدم قبائل العرب وأشدها مراسًا، تمتد منازلها من جنوب الطريق الموصلة بين الأحساء والرياض إلى جهة الخرج، وجهة العقير إلى واحتي الجافورة ويبرين، حتى أواسط الربع الخالي، وتنقسم إلى عدة بطون وأفخاذ، وهي الآن تؤمّ بلاد الخليج العربي، ولهم فيها نفوذ وسلطة، وقسم كبير منهم بدأ بالحضارة، إلا أنهم لايزالون يحتفظون بحياتهم البدوية، ولهم شيوخ ذوو سمعة طيبة.
ويقول البروفسور دونالد باول كول، في كتابه حياة آل مرة في الربع الخالي: إن مالمسته من ترحيب وصداقة من قبل قبيلة آل مرة جاء عكس الوصف الذي كنت قد قرأته عن البدو، على أنهم متعصبون وصارمون، من ذوي الشعور الطويلة وحملة الخناجر، الذين لا يقدرون إلا القليل من الأشياء الرفيعة في الحياة. كما جاء على عكس ماوصفت به منطقة الربع الخالي الصحراوية، التي يسكنها آل مرة على أنها أرض الجنون والموت. وكان آل مرة يرددون دائما أنه: (بإمكان المرء أن يجد كل شي في الربع الخالي، أفضل الإبل، وحليب الناقة اللذيذ، والصيد الوفير، والرمل النظيف، والهواء النقي؛ حيث يعيش الجميع كأخوة، وعلى مدى الثمانية عشر شهرًا التي قضيتها معهم لم أعتبرهم في يوم من الأيام على أنهم بربريون أو متعصبون، على العكس كانوا يتمتعون بما يمكن تسميته بالتواضع الأرستقراطي.
كما قال الملك عبد العزيز بن عبد الرحمن للرحالة أمين الريحاني، في حديثه عن سكان المملكة: (في الجنوب يعيش أشد البدو وأشرسهم، وهم بنو مرة والدواسر).

## عبد الناصر المري
سافر الملك سعود بن عبد العزيز آل سعود، ملك المملكة آنذاك، إبَّان حكمه، إلى جمهورية مصر العربية لحضور إحدى المؤتمرات، وكان في معيته الشيخ صالح العرق، (وهو من آل هادي بن زايد من الغفران آل مرة)، وعلى هامش المؤتمر، جلس جلالته مع الرئيس جمال عبد الناصر، (رئيس المؤتمر ورئيس الجمهورية)؛ جلس الزعيمان جلسة ودية، وكان جلالته معجبًا كل الإعجاب في الرئيس عبد الناصر؛ في فطنته وحنكته، ووصوله لدفة الحكم؛ بدأ من ضابط في الجيش، وكان عبد الناصر في ذلك الوقت زعيما قوميا عربيا ذائع الصيت، فقال جلالته لعبد الناصر: ((أنت من أي قبائل مصر؟))، فقال عبد الناصر: أنا أصلي من عندكم، من الجزيرة العربية، فقال الملك: ((كيف؟!))، قال: أنا من قبيلة آل مرة، فرد عليه الملك متعجبا، وكان على دراية تامة ببطون قبيلة آل مرة: ((من أي من آل مرة؟)) فقال: أنا من آل نجم، فتعجب الملك لأنه لايعلم عن آل نجم شيئا، وذلك لأنهم قليلون جدا، وبعد انتهاء المؤتمر، واستقلال جلالته الطائرة عائدا لبلاده، سأل جلالته (صالح العرق) عن آل نجم فأخبره عنهم، وقال إنهم من الجرابعة وهم خبرة قليلة.

## كتب ومؤلفات عن القبيلة
| الكتاب                                                                | المؤلف                           |
| The Al Murrah Bedouin of the Empty Quarter بدو آل مرة في الربع الخالي | دونالد كول                       |
| Bedouins of Qatar بدو قطر                                             | Klaus Ferdinand & Ida Nicolaisen |
| The Arab of the Desert                                                | H.R.P. DICKSON                   |
| الربع الخالي وصف الصحراء الجنوبية الكبرى للجزيرة العربية نيويورك 1933 | هاري فلبي                        |
| الجزيرة العربية السعيدة: عبر الربع الخالي نيويورك 1932                | برترام توماس                     |
| المجلد الأول لدليل جزيرة العرب لندن 1916                              | البحرية البريطانية               |
| الموسوعة الحرة في تاريخ قبائل آل مره                                  | فواز الغسلان                     |

## انظر
- بني مر

## وصلات خارجية
- يبرين موطن قبيلة آل مرة
- قراءة الرمال (تقرير بيتر هاريغن عن قبيلة آل مرة)